# Бруно Лабадия
Бруно Лабадия (на немски: Bruno Labbadia) е бивш германски футболист от италиански произход. Той е единственият футболист, вкарал по над 100 гола в Първа и Втора Бундеслига.

## Клубна кариера
Лабадия започва да тренира футбол в Шнепенхаузен и Вайтерщат. След това приминава във втородивизионния Дармщат 98. Следват трансфери в Хамбургер, Кайзерслаутерн (където става шампион и носител на купата), Байерн Мюнхен (отново шампион), Кьолн, Вердер Бремен, Арминия Билефелд (голмайстор на Втора бундеслига и промоция в Първа Бундеслига) и Карлсруе.

## Национален отбор
Въпреки голмайсторските си умения, Лабадия има само два мача за националния отбор на Германия, и двата са приятелски срещи.

## Треньор
Веднага след края на активната си кариера Лабадия става треньор на първия си професионален отбор – Дармщат 98. Още през първия си сезон той успява да изведе отбора до промоция в Регионална Лига Юг. През сезон 2007/2008 той е треньор на втородивизионния Гройтер Фюрт. Въпреки действащия си договор през следващия сезон Лабадия получава разрешение да подпише с Байер Леверкузен. Там също остава само една година, заменяйки напусналия Мартин Йол в Хамбургер. Уволнен на 26 април 2010 след загубата от Хофенхайм с 1:5.

## Успехи

### Футболист
Кайзерслаутерн
- Шампион на Германия – 1991
- Носител на Купата на Германия – 1990

 Байерн Мюнхен
- Шампион на Германия – 1994
- Вицешампион на Германия – 1993

 Арминия Билефелд
- Шампион на Втора Бундеслига – 1999
- Голмайстор на Втора Бундеслига – 1999

### Треньор
Байер Леверкузен
- Финалист за Купата на Германия – 2009

## Статистика
| Сезон     | Първенство       | Отбор            | Мачове | Голове |
| 2002/2003 | Втора Бундеслига | Карлсруе         | 27     | 12     |
| 2001/2002 | Втора Бундеслига | Карлсруе         | 33     | 6      |
| 2000/2001 | Втора Бундеслига | Арминия Билефелд | 31     | 11     |
| 1999/2000 | Първа Бундеслига | Арминия Билефелд | 34     | 11     |
| 1998/1999 | Втора Бундеслига | Арминия Билефелд | 33     | 28     |
| 1997/1998 | Първа Бундеслига | Вердер Бремен    | 27     | 6      |
| 1996/1997 | Първа Бундеслига | Вердер Бремен    | 23     | 8      |
| 1995/1996 | Първа Бундеслига | Вердер Бремен    | 13     | 4      |
| 1995/1996 | Първа Бундеслига | Кьолн            | 8      | 1      |
| 1994/1995 | Първа Бундеслига | Кьолн            | 33     | 14     |
| 1993/1994 | Първа Бундеслига | Байерн Мюнхен    | 20     | 7      |
| 1992/1993 | Първа Бундеслига | Байерн Мюнхен    | 32     | 11     |
| 1991/1992 | Първа Бундеслига | Байерн Мюнхен    | 30     | 10     |
| 1990/1991 | Първа Бундеслига | Кайзерслаутерн   | 22     | 10     |
| 1989/1990 | Първа Бундеслига | Кайзерслаутерн   | 28     | 6      |
| 1988/1989 | Първа Бундеслига | Кайзерслаутерн   | 17     | 5      |
| 1988/1989 | Първа Бундеслига | Хамбургер        | 10     | 0      |
| 1987/1988 | Първа Бундеслига | Хамбургер        | 31     | 11     |
| 1986/1987 | Втора Бундеслига | Дармщат 98       | 35     | 18     |
| 1985/1986 | Втора Бундеслига | Дармщат 98       | 38     | 17     |
| 1984/1985 | Втора Бундеслига | Дармщат 98       | 32     | 9      |
| Общо      | Първа Бундеслига |                  | 328    | 103    |
| Общо      | Втора Бундеслига |                  | 229    | 101    |